# Arrondissement Pontoise
Pontoise is een arrondissement van het Franse departement Val-d'Oise in de regio Île-de-France. De onderprefectuur is Pontoise.

## Kantons
Het arrondissement was tot 2014 uit de volgende kantons samengesteld:
- Kanton Beauchamp
- Kanton Beaumont-sur-Oise
- Kanton Cergy-Nord
- Kanton Cergy-Sud
- Kanton Eaubonne
- Kanton Ermont
- Kanton Franconville
- Kanton L'Isle-Adam
- Kanton Pontoise
- Kanton Saint-Leu-la-Forêt
- Kanton Saint-Ouen-l'Aumône
- Kanton Taverny
- Kanton La Vallée-du-Sausseron
- Kanton Vauréal

Na de herindeling van de kantons in 2014, met uitwerking in maart 2015, zijn dat:
- Kanton Cergy-1
- Kanton Cergy-2
- Kanton Domont (deel 5/11)
- Kanton Ermont
- Kanton Franconville (deel 1/2)
- Kanton L'Isle-Adam (deel 13/15)
- Kanton Montmorency (deel 1/6)
- Kanton Pontoise
- Kanton Saint-Ouen-l'Aumône
- Kanton Taverny
- Kanton Vauréal